# Milano-Vignola 1987
La Milano-Vignola 1987, trentacinquesima edizione della corsa, si svolse il 14 agosto 1987 per un percorso totale di 238 km. La vittoria fu appannaggio dell'italiano Giuseppe Saronni, che completò il percorso in 6h07'00", precedendo i connazionali Maurizio Fondriest e Davide Cassani.

## Ordine d'arrivo (Top 10)
| Pos. | Corridore          | Squadra                | Tempo    |
| ---- | ------------------ | ---------------------- | -------- |
| 1    | Giuseppe Saronni   | Del Tongo              | 6h07'00" |
| 2    | Maurizio Fondriest | Ecoflam-BFB Bruciatori | s.t.     |
| 3    | Davide Cassani     | Carrera-Vagabond       | s.t.     |
| 4    | Luciano Rabottini  | Ariostea Gres          | s.t.     |
| 5    | Francesco Moser    | Sup. Brianzoli         | s.t.     |
| 6    | Gianni Bugno       | Atala-Ofmega           | s.t.     |
| 7    | Renato Piccolo     | Gewiss                 | s.t.     |
| 8    | Silvano Riccò      | Fibok                  | s.t.     |
| 9    | Franco Ballerini   | Magniflex              | s.t.     |
| 10   | Giovanni Mantovani | Selca-Thermomec        | s.t.     |